# Grazia (periodico)
Grazia è un settimanale femminile italiano fondato nel 1938. Fondata dalla Mondadori, dal 2023 è pubblicata dal gruppo francese Reworld Media.
La rivista è edita in licensing anche in altri paesi: in Germania da febbraio 2010, in Francia da agosto 2009, in Russia da marzo 2007, in Croazia da febbraio 2006 (mensile), in Slovenia da marzo 2012 (mensile), in Spagna da ottobre 2014, in Australia da aprile 2016, nei Paesi Bassi da agosto 2007, in India da aprile 2008 (mensile), in Bulgaria da marzo 2004 (mensile), in Corea da febbraio 2013 (mensile), in Arabia da novembre 2014 (mensile), in Pakistan da febbraio 2017 (quindicinale), in Gran Bretagna da febbraio 2005, in Medio Oriente da novembre 2005, in Serbia da maggio 2006 (mensile), in Cina da febbraio 2009, in Messico da novembre 2013 (mensile) e in Marocco da dicembre 2015 (mensile).

## Storia

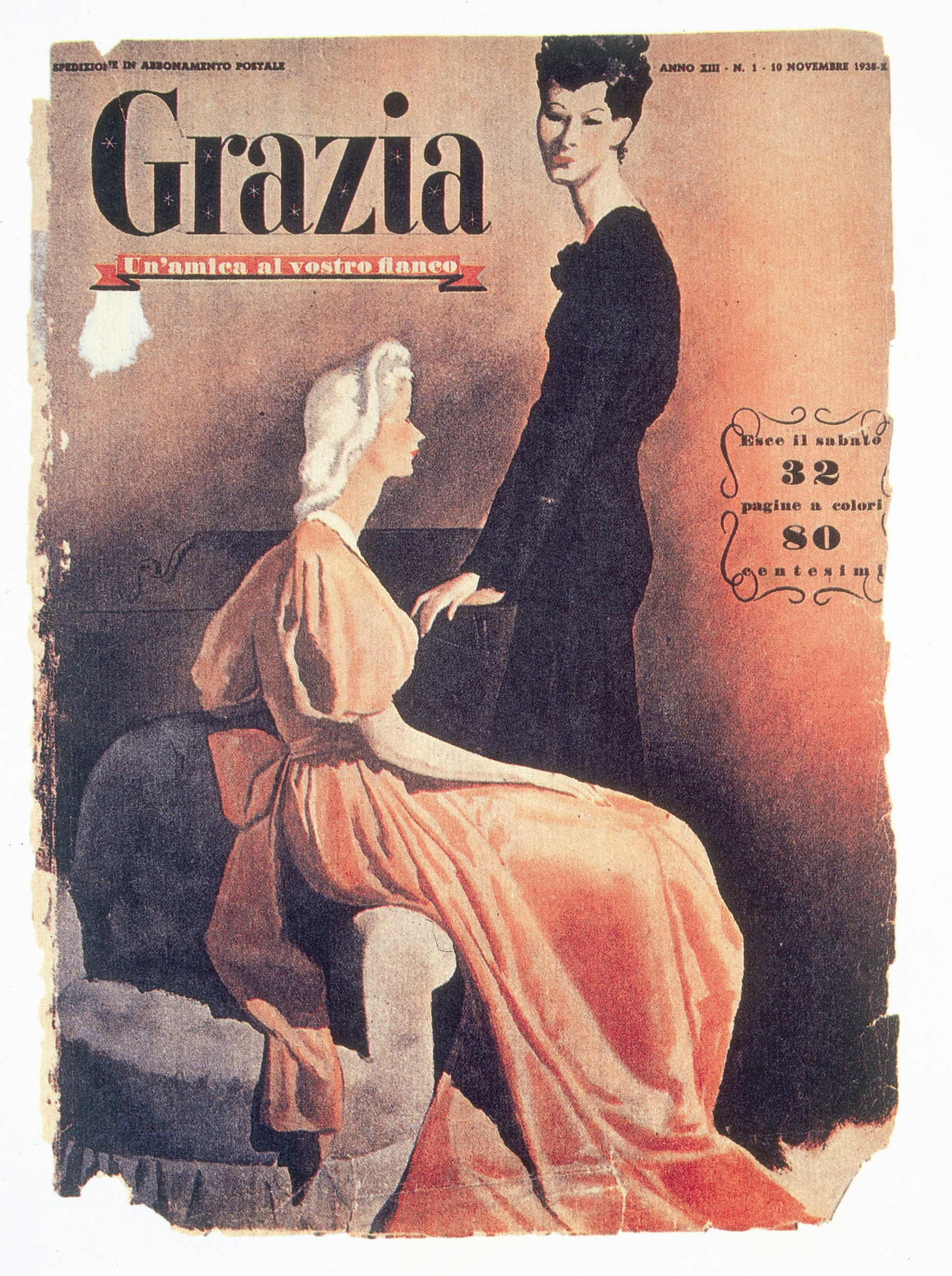
Prima copertina Grazia 1938 Mondadori

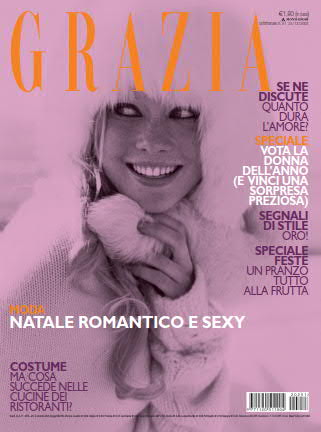
Grazia 24 dicembre 2002 copertina Mondadori

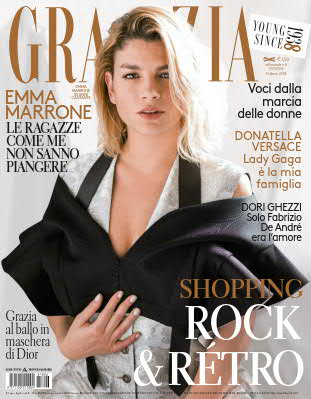
Grazia 25 gennaio 2018 copertina Mondadori

### I primi quarant'anni
Le origini di Grazia risalgono alla precedente rivista settimanale Sovrana, edita dal 1927. Il primo numero di Grazia uscì il 10 novembre 1938. Il sottotitolo era “Un’amica al vostro fianco”.
La rivista si rivolgeva al pubblico delle signore borghesi, allora normalmente casalinghe, e l'orientamento morale, prima che politico, era conservatore.
La rivista si occupava soprattutto di moda, ma anche di attualità, passatempi, lavori femminili e viaggi. Vi erano poi alcune rubriche volte a sviluppare un dialogo con le lettrici. Nei primi anni la scrittrice Wanda Bontà tenne una fortunata rubrica, "Vivere in due"; gli articoli furono raccolti nel volume Il diario di Clementina (1941-42).
A metà anni cinquanta erano divenute di moda le rubriche di galateo tenute da redattrici con nomi altisonanti (come "Contessa Clara Ràdjanny von Skèwitch," di Irene Brin). Arnoldo Mondadori propose a Colette Rosselli di tenere a sua volta una rubrica di bon ton su Grazia, così la scrittrice ideò per la rubrica lo pseudonimo di Donna Letizia. Con quest'ultimo Rosselli ha tenuto, fino al 1978, la rubrica intitolata Il saper vivere. Donna Letizia rispondeva alle domande riguardanti questioni di galateo e buone maniere, con humour e ironia.
A questa rubrica fa riferimento anche Francesco Guccini nella canzone Il compleanno del 1970 con il verso «Su Grazia hai imparato a ricevere gli ospiti...».
La rubrica della posta, "Ditelo pure a me", era tenuta dalla "signorina Quickly" e si rivolgeva in particolare alle ragazze alle prese con i primi amori. La linea generale in proposito era quella di consigliare alle adolescenti di confidarsi subito con la madre, ritenuta "la migliore amica".
La rubrica religiosa fu gestita per molti anni da padre Virginio Rotondi, allora personaggio popolare. Negli anni settanta la rubrica fu curata da Frate Indovino.
Negli anni sessanta le rubriche di posta aumentarono e si specializzarono. Nacquero così "La posta della fortuna" (astrologia), "Lo psicologo", "Mamme e bambini", "La musica" (classica), "Le canzoni", "Gli artisti", "L'antiquario", "Vetrina" (proposte per gli acquisti), "Diamoci una mano" (solidarietà a lettori bisognosi), "Letti per voi" (libri), "Saper mangiare" (dietologia), "Cinepagella", "Stasera usciamo o guardiamo la TV?", "Studio legale", "Donne e motori", "L'architetto", "La bellezza", "Il grafologo". Inoltre nacquero i clubs per le lettrici.
Negli anni settanta, nonostante l'esplosione del movimento femminista e il referendum sul divorzio, Grazia si mantenne su posizioni tradizionaliste in merito al ruolo della donna. Rimaneva il periodico delle donne appartenenti a una "borghesia agiata, soddisfatta del suo stato, pochissimo desiderosa di cambiare". La tiratura era intorno alle 450 000 copie.

### Il rinnovamento
Sotto la direzione di Carla Vanni (in carica da febbraio 1978 a novembre 2006) vengono più volte aggiornati la grafica e i contenuti della rivista. Nel 1997 Grazia adotta un nuovo formato e carta e inchiostro opaco. Nel maggio del 2003, invece, viene introdotto il tema dell'easy chic. Nel 2007, sotto la direzione di Vera Montanari, il settimanale assume maggiore uniformità con particolare attenzione allo stile e all'attualità, caratteristiche che negli anni lo hanno caratterizzato maggiormente.
Nel 2012 la rivista viene coinvolta nel rinnovamento delle testate di Mondadori avviato da Ernesto Mauri. Il 10 maggio 2013 il settimanale è in edicola con un nuovo formato – più grande – con attenzione maggiore al settore moda e alle notizie: le tendenze sono le maggiori linee guida di Grazia. I cambiamenti vengono attuati con lo scopo di rendere il settimanale più in linea con il modello internazionale del network.
Nel 2011 viene inaugurato il sito Grazia.it, ridisegnato successivamente con l'intento di fornire alle utenti un flusso unico di stimoli e informazioni.

## Grazia.it
Inaugurato nel 2011, il sito presenta suggerimenti su moda e bellezza, aggiornamenti su celebrità e sul loro stile, gallerie multimediali su tendenze e streetstyle, video o audio di interviste e i commenti degli opinionisti e l'editoriale pubblicati sul numero in edicola.
Sul sito è presente anche il contributo apportato da una rete di blogger, italiane e straniere, e dalle digital influencer.
Nell'ottobre 2016 la rivista, in collaborazione con The Blond Salade di Chiara Ferragni, organizza una mostra presso la Triennale di Milano dal titolo "You-The digital fashion revolution", con l'intento di celebrare e istituzionalizzare il ruolo delle fashion blogger.
All'interno del portale Grazia.it è presente un canale dedicato a Grazia Factory, progetto all'interno del quale le influencer selezionate saranno protagoniste di racconti originali, shooting e video.
Grazia Factory è composto da rubriche in continuo aggiornamento: "Hot Now", dedicata alla presentazione dei talenti all'interno della Factory; "Double Style", con servizi fotografici dedicati al confronto tra due look; "A week in style with", con all'interno servizi che raccontano i "7 days looks" delle protagoniste e "Selected by", che racconta le influencer attraverso le loro diverse passioni e interviste a persone che raccontano il presente sempre più inclusivo.

## Grazia International Network
Le attività della rete hanno inizio nel 2005 sotto la direzione editoriale di Carla Vanni. La conferenza stampa per il lancio del network si svolse all’Hotel Principe di Savoia di Milano il 29 novembre 2005; tra i relatori Fabrizio D’Angelo e Roberto Briglia.
L'obiettivo del progetto è quello di sviluppare le edizioni estere del periodico. Nel settembre 2007 si hanno otto edizioni a seguito della nascita dell'edizione olandese della rivista. L'edizione inglese di Grazia – lanciata da Emap nel 2005 – vince il premio Magazine Icon of the Year, titolo conferito per innovazione e creatività del prodotto.
Il 29 agosto 2009 Mondadori France lancia il settimanale Grazia in Francia.
Viene organizzata periodicamente una conferenza globale della rete per far incontrare i gruppi di lavoro dei vari paesi. Lo scopo è quello di innescare uno scambio di esperienze e idee, condividere ricerche e studi e, infine, informare il network sui nuovi progetti.
"Mondadori International Business" è la società per le attività internazionali, con presidente e amministratore delegato Carlo Mandelli.
Le edizioni del settimanale Grazia nel mondo – presente in cinque continenti con venti edizioni – formano una rete con un lettorato aggregato di circa 17 milioni di lettori al mese con più di 10 milioni di copie vendute (su base mensile), 35 milioni di utenti unici al mese, 13 milioni di follower sui social media e oltre 600 numeri pubblicati ogni anno (dati Mondadori).
Nel 2021 l'edizione USA è premiata come miglior rivista debuttante dell'anno. Il riconoscimento è stato assegnato dal Magazine Innovation Center presso l'Istituto di giornalismo e nuovi media dell'Università del Mississippi.

### Grazia Next Glam Award
Grazia Next Glam Award, alla sua prima edizione nel 2015, è un evento dedicato ai nuovi talenti internazionali e organizzato da Grazia International.
La vincitrice del concorso è stata la stilista coreana Jihye Park; a decretare la sua vittoria una giuria presieduta da Carla Vanni (direttrice del Grazia International Network), con Giorgio Armani, Mario Dell’Oglio, la stilista Stella Jean e Jane Reeve.

## Direttori

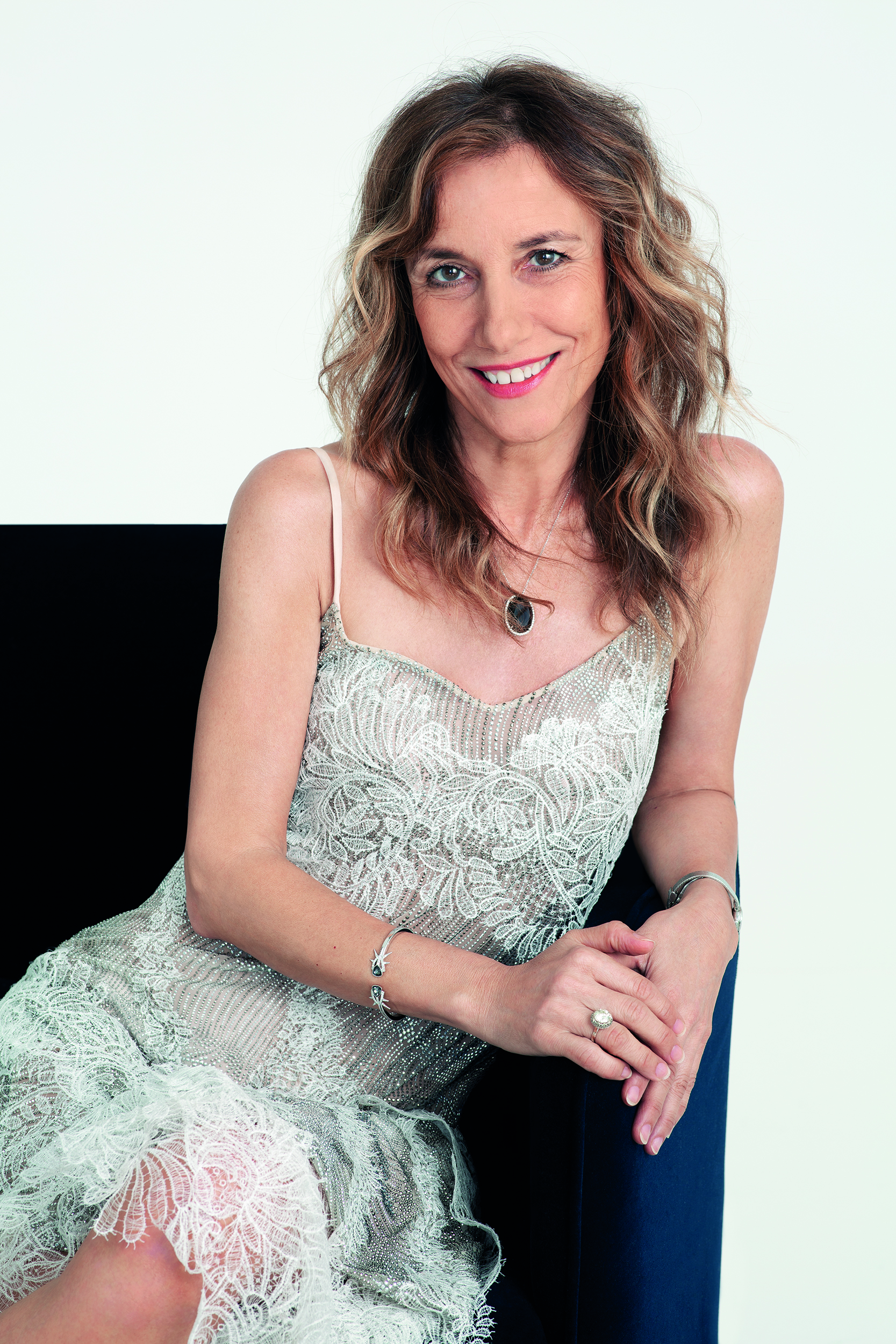
Silvia Grilli